# Kranssalomonszegel
Kranssalomonszegel (Polygonatum verticillatum) is een giftige, vaste plant, die tegenwoordig gerekend wordt tot de aspergefamilie (Asparagaceae). De soort staat op de Nederlandse Rode Lijst van planten als zeer zeldzaam en sterk in aantal afgenomen. De plant komt voor op het noordelijk halfrond en wordt ook gebruikt in siertuinen.
De plant wordt 30-80 cm hoog en heeft een rechtopstaande stengel. De bladeren staan in kransen en zijn lancet- tot lijnvormig. De plant vormt wortelstokken.
De kranssalomonszegel bloeit in mei en juni. De bloemen zitten met een tot zeven stuks in de oksels van de bladeren en hangen tijdens de bloei naar beneden. Het bloemdek is rolrond. De bloeiwijze is een tros.
De vrucht is een bes, die rood is en later donkerpaars verkleurt.
De plant komt voor in loofbossen op tamelijk vochtige, zure lemige grond.

## Plantengemeenschap
De kranssalomonszegel is een kensoort voor het veldbies-beukenbos (Luzulo luzuloides-Fagetum).

## Namen in andere talen
- Duits: Quirlblättrige Weißwurz
- Engels: Whorled Solomon's Seal
- Frans: Sceau de Salomon verticillé